# Портер (Минесота)
Портер (енгл. Porter) град је у америчкој савезној држави Минесота.

## Демографија
По попису из 2010. године број становника је 183, што је 7 (-3,7%) становника мање него 2000. године.
| Група             | 2000.       | 2010.       |
| Белци             | 185 (97,4%) | 180 (98,4%) |
| Афроамериканци    | 2 (1,1%)    | 0 (0,0%)    |
| Азијати           | 0 (0,0%)    | 1 (0,5%)    |
| Хиспаноамериканци | 0 (0,0%)    | 2 (1,1%)    |
| Укупно            | 190         | 183         |